# Жданівська волость
Жданівська волость — адміністративно-територіальна одиниця Новомосковського повіту Катеринославської губернії.
У складі було 5 поселення, 6 громад. Населення 1679 осіб (828 чоловічої статі і 851 — жіночої), 270 дворових господарств.
|                     | Площа, десятин | У тому числі орної, десятин |
| ------------------- | -------------- | --------------------------- |
| Сільських громад    | 1439           | 1372                        |
| Приватної власності | 7522           | 1596                        |
| Іншої власності     | 120            | 100                         |
| Загалом             | 9081           | 3068                        |

Найбільші поселення волості:
- Жданівка — слобода над річкою Гранка, 579 осіб, 1 православна церква,
- Оленівка — село при річці Чаплинка, 592 осіб.